# NGC 5000
NGC 5000 (другие обозначения — UGC 8241, MCG 5-31-144, ZWG 160.152, VV 460, IRAS13073+2910, PGC 45658) — галактика в созвездии Волосы Вероники.
Этот объект входит в число перечисленных в оригинальной редакции «Нового общего каталога».
В галактике вспыхнула сверхновая SN 2003el типа Ic, её пиковая видимая звездная величина составила 18,8.